# エリュトゥラー海案内記
『エリュトゥラー海案内記』（エリュトゥラーかいあんないき、ギリシア語: Περίπλους τῆς Ἐρυθρᾶς Θαλάσσης、 羅: Periplus Maris Erythraei、英: Periplus of the Erythraean Sea）は、古代のインド洋近辺における海洋貿易についてギリシア語で記された航海案内書。10世紀の版がハイデルベルク大学図書館に、14・15世紀の写本が大英博物館に所蔵される。

## 概要

案内記に登場する地名、航路、交易品

１世紀半ば過ぎに成立したと推定され、著者はローマ領エジプト州に住んでいたギリシア人航海者であったと言われる。
この書は、インド洋に吹く季節風を利用した遠洋航行を行う貿易業者のために書かれた。当時、インド洋においては、ローマ帝国と南インドのサータヴァーハナ朝の間で季節風貿易が行われており、そのためこの書には航海の状況のみならず、各港での貿易品や各地の特産品などについての記述も詳しい。アラビア半島から東南アジアにいたるまで広い範囲をカバーしているため、1世紀ごろのインド洋周辺という、情報の少ない地域・時代の様相を知るための貴重な史料である。

### 地理
『エリュトゥラー海案内記』に見られる地域は以下のとおり。
- アフリカ東岸
- 紅海
- ソコトラ島
- ペルシア湾
- アラビア海
- インダス河口
- ベンガル湾
- セイロン島
- マレー半島

中国について、 θῖνα (Thina、ティーナ) という呼称で絹の産地として紹介している。「秦」に由来すると言われる。

### 名称
「エリュトゥラー」(Ἐρυθρά) とはギリシア語で「赤」の意味。すなわち、「エリュトゥラー海」とは「紅海」という意味であり、現在紅海に面する国家エリトリアの国名にも見られる。ただし、古代においては、紅海、ペルシャ湾、オマーン湾、アラビア海、インド洋、ベンガル湾を含めた海のことを広く指していた。

### 新訳版
- 『エリュトラー海案内記』（全2巻）、蔀勇造訳註・解題、平凡社東洋文庫、2016年。